# A'arab Zaraq
A'arab Zaraq es la representación de la (qlifá) correspondiente a la sefirá Netsaj en el Árbol de la Vida de la Cábala, simbolizando la forma en que la energía y la voluntad pueden dispersarse y corromperse.
Su influencia implica la dispersión de la energía que, en un estado equilibrado, conduciría al logro y la armonía, pero que bajo su influencia se fragmenta en deseos destructivos; así su figura refuerza la naturaleza caótica y destructiva que representa la dispersión de la energía vital.
Las qlifot son la fuerza desequilibrada de una sefirá particular. Netsaj es la sefirá 'victoria', la habilidad de superar obstáculos, pero es necesario equilibrarlo con Hod, la habilidad de racionalizar y ejercitar el autocontrol. Si no se equilibra emerge A'arab Zaraq ya que se convierte en una pasión descontrolada, que simboliza cómo el impulso de vencer o triunfar puede degenerar en una fuerza desbordada y egoísta, generando un caos interior. Se asocia con el lado oscuro del planeta Venus.
Su nombre se traduce como «Los cuervos en dispersión», y algunos autores creen que el cuervo en dispersión es el cuervo que Noé dejó libre en el arca cuando el agua comenzó a dispersarse.
En demonología se le representa como los demonios con cuerpos de cuervos horribles y con cabeza de demonio. Se dice que su regente es Baal, una entidad demoníaca arquetípica del caos y la guerra en tradiciones ocultistas. 
Thomas Karlsson menciona en su libro Qabalah, Qliphoth and Goetic Magic que el simbolismo de los Cuervos de la Dispersión se debe a que esta ave sobrevolaba los campos de batalla, en busca de carroña. También menciona que es en oposición a la paloma de la paz (un ave blanca y pura).
- Datos: Q4646814